# Skîbînți, Ciornuhî
Skîbînți (în ucraineană Скибинці) este un sat în comuna Kurinka din raionul Ciornuhî, regiunea Poltava, Ucraina.

## Demografie
Componența lingvistică a localității Skîbînți
     Ucraineană (98,66%)
     Alte limbi (1,34%)
Conform recensământului din 2001, majoritatea populației localității Skîbînți era vorbitoare de ucraineană (98,66%), existând în minoritate și vorbitori de alte limbi.